# Ludamar

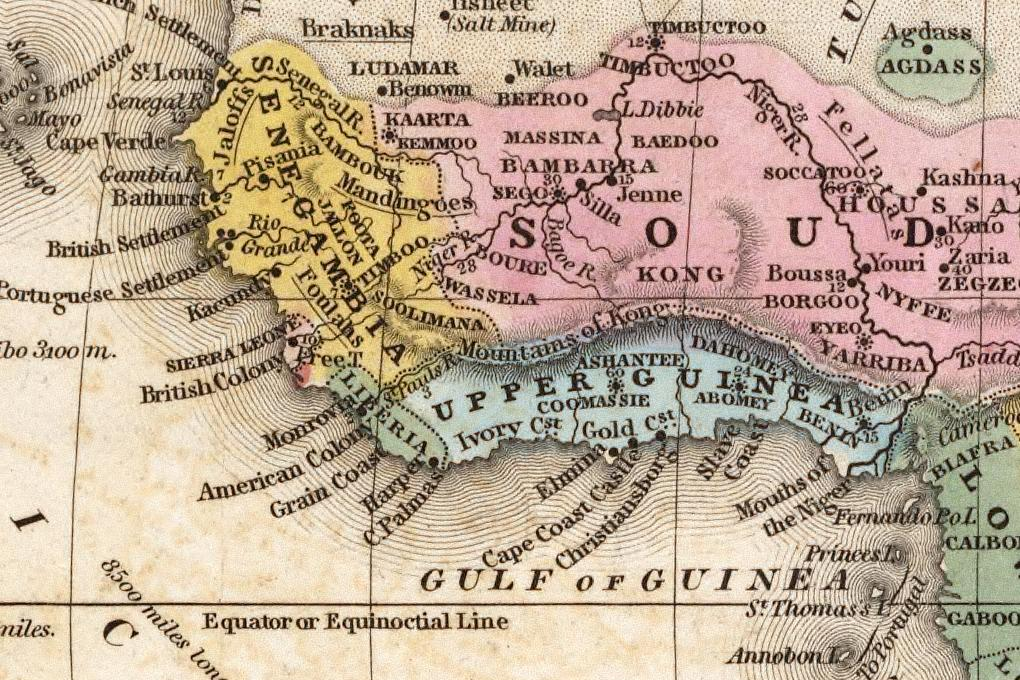
Westafrika mit Ludamar (1839)

Ludamar war ein Reich der Mauren im Westen des heutigen Mali und im Süden von Mauretanien. Das Gebiet lag nordöstlich des Flusses Senegal und wurde im Norden von der Wüste Sahara, im Süden von den Reichen Kaarta und Bambara begrenzt. Der Ort Benowm (Binaun?) war die Hauptstadt des Reiches und eine wichtige Wegstation des  Transsaharahandels von Marokko nach Timbuktu.

## Geschichte
Der britische Afrikaforscher Mungo Park geriet hier 1796 auf seiner ersten Reise an den Fluss Niger in Gefangenschaft des Herrschers Ali. Durch die Beschreibungen in Parks Reisebericht Travels in the Interior of Africa wurde Ludamar so auf einen Schlag einer breiten europäischen Öffentlichkeit bekannt.
Siehe auch: Mungo Park: In Gefangenschaft der Mauren